# 113461 McCay
113461 McCay este o planetă minoră (asteroid), cu un diametru de 1,93 km, din centura de asteroizi. A fost descoperită pe 30 septembrie 2002 la Goodricke-Pigott Observatory⁠(d) de Roy A. Tucker⁠(d). 
Obiectul prezintă o orbită caracterizată de o semiaxă mare de 2,2805183833096 UAi, o excentricitate de 0,14, o înclinație de 6,9 ° în raport cu ecliptica.